# Белоусовское муниципальное образование
Белоусовское муниципальное образование — муниципальное образование со статусом сельского поселения в 
Качугском районе Иркутской области России. Административный центр — Белоусово.

## Население
| 2010 | 2011 | 2012 | 2013 | 2014 | 2015 |
| ---- | ---- | ---- | ---- | ---- | ---- |
| 445  | ↘444 | ↘438 | ↘426 | ↗439 | ↘426 |
| 2016 | 2017 |      |      |      |      |
| ↘414 | ↗420 |      |      |      |      |

## Населённые пункты
В состав муниципального образования входят населённые пункты
- Белоусово
- Гогон
- Житова
- Ихинагуй
- Магдан
- Обхой
- Тальма
- Усть-Тальма
- Хобанова
- Шеметова[9]

### Упразднённые населённые пункты
- деревня Хутерген (декабрь 2004 года[10])